# Cẩm Tú duyên Hoa lệ mạo hiểm
Cẩm Tú duyên Hoa lệ mạo hiểm (Tiếng Anh: Cruel Romance; Chữ hán phồn thể: 锦绣缘 华丽冒险, Bính âm: Jǐnxiù yuán huálì màoxiǎn) là một bộ phim truyền hình Trung Quốc năm 2015 với sự tham gia của Huỳnh Hiểu Minh và Trần Kiều Ân. Bộ phim được làm lại dựa trên tiểu thuyết Cộng hòa Cẩm Tú duyên (锦绣缘) của nhà văn Niệm Nhất. Phim được phát sóng trên đài truyền hình Hồ Nam từ ngày 3 tháng 3 đến ngày 26 tháng 3 năm 2015.
Bộ phim là một thành công về mặt thương mại và trở thành bộ phim truyền hình được đánh giá cao thứ hai trong nửa đầu năm 2015. Phim cũng có hơn 5 tỷ lượt xem trực tuyến. Bản quyền phát sóng của bộ phim đã được bán cho Mỹ, Malaysia, Thái Lan và Hồng Kông.

## Nội Dung
Lấy bối cảnh những năm 1930, Vinh Cẩm Tú (do Trần Kiều Ân đóng) sinh ra trong một gia đình làm nghề y nổi tiếng. Chỉ vì cố gắng cứu chữa vết thương cho người thầy bị trúng đạn, cả gia tộc họ Vinh vốn hành y hướng thiện lại phải mang họa diệt vong, duy chỉ còn Vinh Cẩm Tú may mắn thoát chết. Nhìn thấy cha mẹ bị sát hại dã man, Cẩm Tú vô cùng đau đớn, Chỉ với một chiếc đồng hồ - vật duy nhất làm bằng chứng để tìm kẻ thù giết chết gia đình mình, cô một mình rời quê nhà lên tàu đến Thượng Hải quyết tìm cho ra kẻ thủ. 
Trên chuyến tàu định mệnh ấy, Cẩm Tú tình cờ gặp và cứu Tả Chấn (Huỳnh Hiểu Minh đóng) - người đứng thứ hai trong thương hội Hoàng Phố khét tiếng tại Thượng Hải, ai nghe đến tên anh cũng "mười phần nể, chín phần sợ". Vì một số việc hiểu lầm, Cẩm Tú đã tưởng rằng Tả Chấn đã lấy mất chiếc đồng hồ, để lấy lại đồng hồ; vì Cẩm Tú nghe tin Tả Chấn có đến vũ trường Bách Lạc Môn, nên đã đến đó để tìm anh ta. Tại đây, cô gặp lại người chị gái cùng cha khác mẹ đã mất tích từ lâu - Ân Minh Châu (Lữ Giai Dung đóng), hiện đang là một vũ nữ nổi tiếng và là người tình của doanh nhân giàu có nhất Thượng Hải - Hướng Hàn Xuyên (Tạ Quân Hào đóng). Tuy nhiên, Minh Châu vẫn nuôi lòng hận thù với gia đình họ Vinh, vì họ đã bỏ rơi Minh Châu và người mẹ ốm yếu của cô vào nhiều năm về trước.
Tại vũ trường, Cẩm Tú bị thương trong cuộc đụng độ giữa Tả Chấn và kẻ thù của anh ấy. Tả Chấn đã cứu cô và sau đó đưa cô đến khách sạn Sư Tử Lâm, nơi anh đã dành tặng cho Hướng Anh Đông (Kiều Nhậm Lương đóng) , em trai của Hướng Hàn Xuyên. Trong khi Tả Chấn thấy Cẩm Tú phiền phức, Anh Đông không thể không thấy mình bị thu hút về phía Cẩm Tú và giúp đỡ cô ấy đảm bảo rằng cô ấy được an toàn và thoải mái khi ở Thượng Hải. Mặc dù vậy, Tả Chấn vẫn rất quan tâm Cẩm Tú, nhưng là một cách bí mật; từ từ chăm sóc, giúp đỡ để cô ấy không bị thiếu thốn gì trong chốn Thượng Hải phồn vinh nhưng cũng đầy nguy hiểm này và cũng dần dần thích cô ấy nhiều hơn kể từ lúc cô ấy cứu anh rồi. Thế nhưng Cẩm Tú vẫn không biết gì và tiếp tục tin rằng sự thoải mái và an toàn mà cô có được là do may mắn tuyệt đối.
Với tất cả những gì đang xảy ra, Tiền Điền Lang Nhất - Maeda (Thích Tích đóng), kẻ đứng sau vụ sát hại gia đình Cẩm Tú, đến Thượng Hải đóng giả là một doanh nhân đến từ Nhật Bản, với kế hoạch giải quyết tất cả các cuộc nổi dậy chống Nhật Bản ở Thượng Hải và biến Thượng Hải thành của Nhật Bản.

## Diễn viên

### Diễn viên chính
- Huỳnh Hiểu Minh trong vai Tả Chấn

Là người đứng thứ hai trong thương hội Hoàng Phố khét tiếng tại Thượng Hải, ai nghe đến tên anh cũng "mười phần nể, chín phần sợ. Bình tĩnh, điềm đạm và sắc sảo, Tả Chấn lạnh lùng và thờ ơ với phụ nữ. Tuy nhiên, với sự xuất hiện của Cẩm Tú đã làm thay đổi đươc điều dường như là không thể đó.
- Trần Kiều Ân trong vai Vinh Cẩm Tú / Yoko Ono

Quyết tâm, trong sáng và tốt bụng. Cẩm Tú học nghề y từ cha cô từ khi còn nhỏ, và là một người tài năng trong việc chữa bệnh. Sau khi cha mẹ qua đời, cô đến Thượng Hải một mình quyết tìm ra sự thật, có được sự quyết đoán và khôn ngoan trong suốt cuộc hành trình của mình.
- Kiều Nhậm Lương trong vai Hướng Anh Đông

Nhẹ nhàng và hài hước, với ý chí muốn tự lập từ khi còn nhỏ, nhưng bị lu mờ bởi anh trai của mình. Sau khi mất đi người phụ nữ mình yêu sây đậm - Minh Châu vào tay anh trai của mình, anh ta giấu nỗi đau nội tâm và đấu tranh bằng cách trở thành một tay chơi. Sau đó anh ấy bắt đầu có tình cảm với Cẩm Tú, và trở nên mâu thuẫn với Tả Chấn.
- Lữ Giai Dung trong vai Ân Minh Châu

Chị gái cùng cha khác mẹ của Cẩm Tú. Vì cái chết của mẹ cô, cô bị lẫn ác bởi mong muốn trả thù, và trở thành tay sai của Nhật Bản. Cô ấy yêu Anh Đông, nhưng không còn cách nào khác là ở bên Hàn Xuyên để hoàn thành nhiệm vụ của mình.
- Tạ Quân Hào trong vai Hướng Hàn Xuyên

Người điều hành của Doanh nghiệp họ Hướng. Một người đàn ông trung thành và chung thủy. Anh phát hiện ra tiềm năng của Tả Chấn, và biến anh thành một người đàn ông có năng lực. Và là người vô tình cướp đi người yêu của em trai mình là Minh Châu, anh cảm thấy có lỗi vô cùng với em trai mình và vì vậy sẵn sàng xin tha thứ cho mọi hành vi sai trái của Anh Đông.
- Thích Tích trong vai Tiền Điền Lang Nhất - Maeda Ryuichi

Một nhà quân sự lạnh lùng và tàn nhẫn, người sẽ làm bất cứ thứ gì cho đất nước của mình. Vì thân phận thấp hèn, anh không còn cách nào khác đành phải nhìn người yêu của mình là Dương Tử bị giết. Khi đến Thượng Hải và phát hiện ra Cẩm Tú trông giống Dương Tử, anh đã dùng đủ mọi cách để thuyết phục cô trở về bên anh một lần nữa.

### Các diễn viên khác
- Thái Tuấn Đào trong vai Đường Hải, đàn em của Tả Chấn.
- Dương Lặc trong vai Thạch Hạo, đàn em của Tả Chấn.
- Diệp Tử Huyên  trong vai Tiểu Lan, người mà Cẩm Tú đã làm quen được trong Sư Tử Lâm, là người yêu của Đường Hải

- Trương Thiên Dã trong vai Ma Tử Lục, đàn em của Tả Chấn.
- Trương Tiệp trong vai Thiệu Huy, đàn em của Tả Chấn.

- Hác Trạch Gia  trong vai Tiểu Trạch Á Sa - Ozawa Yasha.

- Đồng Thần Khiết trong vai Lăng Mỹ Hoa, chủ tịch công ty Mỹ Hoa.

- Thôi Tân Cầm trong vai "An Tâm Như", mẹ của Vinh Cẩm Tú, chị ruột của mẹ Minh Châu.

- Lý Kiến Nghĩa trong vai Vinh Thanh Viễn, cha của Vinh Cẩm Tú

- Phùng Bằng trong vai Long Tứ.
- Tạ Văn Hiên trong vai Kim Linh, người hầu thân cận của Minh Châu.
- Đỗ Dịch Hoành trong vai Nobuo Muto, sư phụ của Maeda Ryuichi

## Nhạc Phim
| Cẩm Tú duyên Hoa lệ mạo hiểm OST | Cẩm Tú duyên Hoa lệ mạo hiểm OST             | Cẩm Tú duyên Hoa lệ mạo hiểm OST | Cẩm Tú duyên Hoa lệ mạo hiểm OST | Cẩm Tú duyên Hoa lệ mạo hiểm OST | Cẩm Tú duyên Hoa lệ mạo hiểm OST |
| STT                              | Nhan đề                                      | Phổ lời                          | Phổ nhạc                         | Nghệ sĩ                          | Thời lượng                       |
| -------------------------------- | -------------------------------------------- | -------------------------------- | -------------------------------- | -------------------------------- | -------------------------------- |
| 1.                               | "Duyên《緣》" (Nhạc mở đầu)                  | Hoàn Nguyệt, Hoàng Bân           | Tiêu Khang                       | Huỳnh Hiểu Minh                  | 4:11                             |
| 2.                               | "Thời quá cảnh thiên《时过境迁》" (Nhạc kết) | Trương Sướng                     | Lu Tổ Ngọc                       | Thẩm Ỷ Sa                        | 4:43                             |
| 3.                               | "Yêu là tín ngưỡng《爱是信仰》"              | Ương Mãn                         | Bang Học Bân                     | Lâm Hân Dương                    | 4:42                             |
| 4.                               | "Yêu sai《错爱》"                            | Lý Nham                          | Đỗ Văn Thị                       | Lưu Đào                          | 4:35                             |
| 5.                               | "Muốn điên《疯》"                            | Trương Quốc Tường                | Thang Tiểu Khang                 | Thang Tiểu Khang                 | 4:55                             |
| 6.                               | "Nhẹ nhàng《轻轻》"                          | Tào Hiên Tân                     | Tào Hiên Tân                     | Tào Hiên Tân                     | 5:23                             |
| 7.                               | "Nỗi Nhớ Quá Đẹp《想得太美》"                | Đỗ Kiến Tường, Trần Quốc Trí     | Hoàng Chí Bình                   | Trương Tịnh                      | 3:38                             |
| 8.                               | "Chí Ít Đã Từng Yêu《至少爱过》"             | Lâm Vũ Trung                     | Lâm Vũ Trung                     | Lâm Vũ Trung                     | 4:23                             |